# Oldenlandia saxifragoides
Oldenlandia saxifragoides är en måreväxtart som beskrevs av Emilio Chiovenda. Oldenlandia saxifragoides ingår i släktet Oldenlandia och familjen måreväxter.
Artens utbredningsområde är Somalia. Inga underarter finns listade i Catalogue of Life.